# NL Financial Investments
NL Financial Investments (NLFI), officieel Stichting administratiekantoor beheer financiële instellingen, is in 2011 opgericht voor het beheer van aandelen van genationaliseerde financiële instellingen in Nederland. 
Op dit moment is de belangrijkste opdracht voor NLFI het uitoefenen van de aandeelhoudersrechten in ABN AMRO Bank N.V. (een belang van circa 49%) en de Volksbank N.V. (een belang van 100%).

## Geschiedenis
Op 1 juli 2011 is de Stichting administratiekantoor beheer financiële instellingen opgericht. NLFI is speciaal opgericht voor het beheer van de aandelen in de genationaliseerde ondernemingen in Nederland. Met de oprichting van NLFI is tegemoetgekomen aan de wens van de Tweede Kamer der Staten-Generaal om het betreffende aandeelhouderschap op zakelijke, niet-politieke wijze in te vullen en de belangen op transparante wijze te scheiden. In 2011 zijn onder andere de aandelen in ABN AMRO Group N.V., ASR Nederland en Fortis Bank Nederland aan NLFI overgedragen. Later zijn onder andere de aandelen in SNS Reaal NV en RFS Holdings BV aan NLFI overgedragen.
Een beslissing over eventuele verkoop van aandelen is voorbehouden aan de minister van Financiën. NLFI zal de minister van Financiën hierover adviseren en na instemming van de minister de transacties voorbereiden en uitvoeren. 
Na samenvoeging van ABN AMRO en Fortis Bank Nederland heeft NLFI in 2015 een eerste deel van de aandelen in de (nieuw gevormde) ABN AMRO geprivatiseerd met een beursgang. In 2016 werd een eerste deel van de aandelen in ASR Nederland geprivatiseerd via een beursgang. In 2017 werd Propertize BV (zie SNS REAAL NV) verkocht aan een consortium van de Amerikaanse bank JP Morgan en investeringsmaatschappij Lone Star. In september 2017 verkocht NLFI de laatste aandelen in ASR Nederland.

## Bestuurders
NLFI heeft sinds 26 januari 2023 drie bestuurders, Wim van den Goorbergh (voorzitter), Diana van Everdingen en Bernard ter Haar.
- Dr. Wim van den Goorbergh is econoom en was tot 2002 CFO en vice-voorzitter van het bestuur van de Rabobank. Daarna vervulde hij diverse bestuurlijke en toezichthoudende functies, onder meer als commissaris bij BNG Bank en NIBC Bank.
- Mr. Diana van Everdingen was 22 jaar advocaat bij Stibbe, waarvan 15 jaar partner, gespecialiseerd in M&A en ECM-transacties. Daarna was zij 8 jaar vice voorzitter van de raad van toezicht van de AFM. Voorts vervult zij enkele bestuursfuncties en toezichthoudende functies in de culturele sector en het postdoctorale onderwijs.
- Dr. Bernard ter Haar is natuurkundige en econoom. Hij was ruim dertig jaar werkzaam bij de Rijksoverheid, onder andere als directeur Financiële Markten bij het ministerie van Financiën en DG Sociale Zekerheid en Integratie bij het ministerie van SZW. Hij vervult nog tijdelijke opdrachten voor de overheid en bekleedt diverse bestuurlijke functies.

Voormalige bestuurders:
- jonkheer drs. Diederik Laman Trip (einde bestuurstermijn: september 2021)

- mr. Lilian Gonçalves-Ho Kang You (einde bestuurstermijn: september 2020)
- mr. Michael Enthoven (einde bestuurstermijn: september 2017)